# Miharu Imanishi
Miharu Imanishi (jap. 今西 美晴 Miharu Imanishi; ur. 20 maja 1992 w Kioto) – japońska tenisistka.

## Kariera tenisowa
Dotychczas zwyciężyła w sześciu singlowych i sześciu deblowych turniejach rangi ITF. 28 maja 2018 roku zajmowała najwyższe miejsce w rankingu singlowym WTA Tour – 187. pozycję, natomiast 9 września 2019 osiągnęła najwyższą pozycję w rankingu deblowym – 251. miejsce.

## Wygrane turnieje rangi ITF
| turnieje z pulą nagród 100 000 $ |
| turnieje z pulą nagród 80 000 $  |
| turnieje z pulą nagród 60 000 $  |
| turnieje z pulą nagród 25 000 $  |
| turnieje z pulą nagród 15 000 $  |
| turnieje z pulą nagród 10 000 $  |

### Gra pojedyncza
|    | Data       | Turniej  | ($)    | Naw.     | Finalistka         | Wynik         |
| 1. | 05/06/2011 | Mie      | 10 000 | dywanowa | Riko Sawayanagi    | 6:4, 6:3      |
| 2. | 16/06/2013 | Buchara  | 25 000 | twarda   | Nigina Abduraimova | 7:5, 7:5      |
| 3. | 20/07/2014 | Granby   | 25 000 | twarda   | Stéphanie Foretz   | 6:4, 6:4      |
| 4. | 02/07/2017 | Auburn   | 25 000 | twarda   | Nicole Gibbs       | 6:3, 6:2      |
| 5. | 03/02/2019 | Dźodhpur | 25 000 | twarda   | Jodie Anna Burrage | 6:3, 3:6, 6:3 |
| 6. | 13/06/2021 | Monastyr | 15 000 | twarda   | Jenna DeFalco      | 6:0, 6:4      |